# Swede Hollow

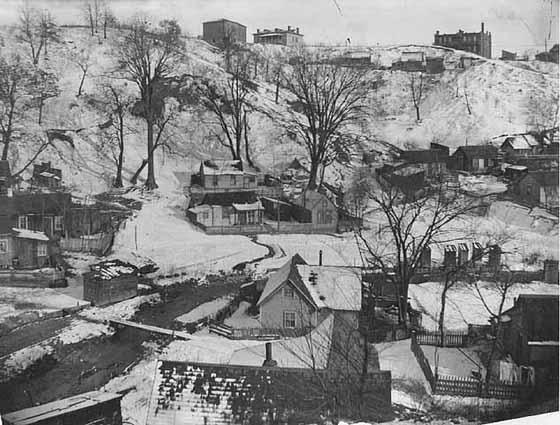
Swede Hollow, 1910.

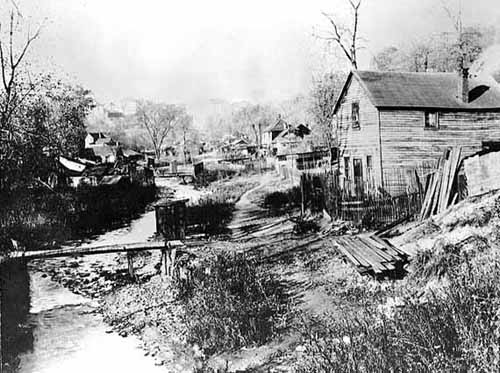
Swede Hollow, 1912-1915.

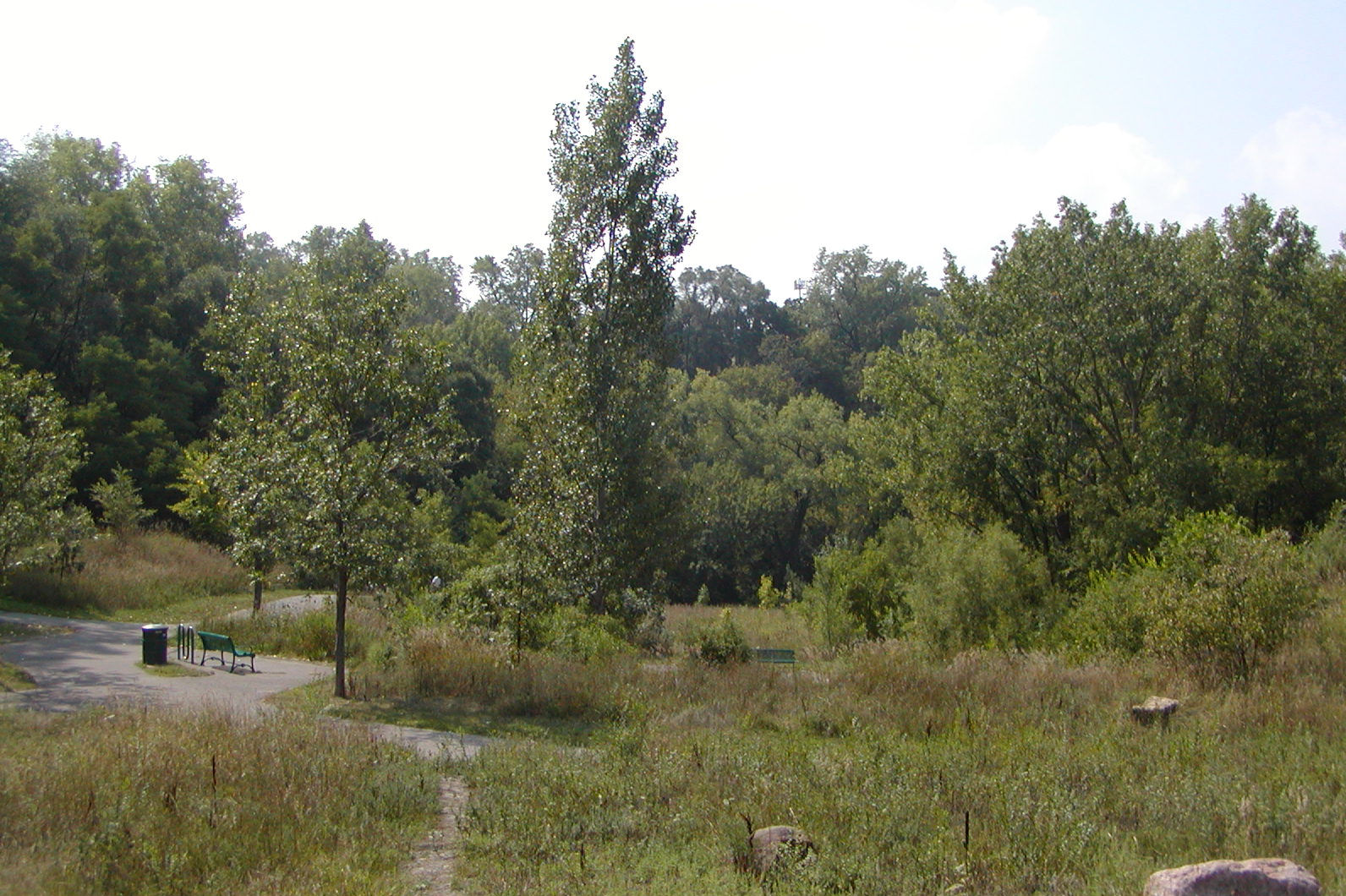
Swede Hollow Park i september 2008.

Swede Hollow var ett bostadsområde i East Side i Saint Paul i den amerikanska delstaten Minnesota. Det är numera en park, Swede Hollow Park.
I slutet av 1800-talet började invandrare, främst svenska, att bosätta sig i skjul i dalen, som därför fick namnet Svenska dalen, Swede Hollow, eller bara Dalen. Området var ett slumområde och känt som ett av de fattigaste i hela USA. I slutet av 1880-talet kostade det en och en halv dollar i månaden att få ha ett skjul i dalen, men man kunde vräkas när som helst och saknade helt rättigheter. Difteri och kikhosta härjade i slummen och barnadödligheten var hög. Kvinnorna försörjde sig som hembiträden, sömmerskor och prostituerade medan de män som hade jobb oftast arbetade åt järnvägsbolaget Great Northern. Som mest, 1905, bodde ungefär 1000 personer i Swede Hollow. Ett liknande område i närheten, där det främst bodde irländare, var Connemara Patch. När svenskarna så småningom började ta sig in i det amerikanska samhället bosatte sig nya grupper av invandrare som polacker, irländare och italienare i dalen, och när de i sin tur flyttat så flyttade slutligen mexikaner in i området.
Staden förklarade området hälsovådligt 1956 och de kvarvarande 14 mexikanska familjerna vräktes. Husen brändes och jämnades med marken. På 1970-talet snyggades området till och blev till en park.
En av få som forskat om Swede Hollow är svenskättlingen David Lanegran, professor i geografi vid Macalester College i Saint Paul. I början av 1970-talet intervjuade han människor som vuxit upp där.
2016 gavs romanen Swede Hollow ut av den svenske författaren Ola Larsmo. Den handlar om svenskar som bosatte sig i dalen och är en fortsättning på den efterforskning och ett reportage om Swede Hollow som Larsmo gjorde i Dagens Nyheter 2013.